# Margherita di Henneberg
Margherita d'Olanda o di Henneberg; in olandese Margaretha van Holland; in tedesco Margarete von Henneberg (1234 circa – Loosduinen, 26 marzo 1277) fu contessa consorte della Contea di Henneberg dal 1249 alla sua morte.

## Origine
Sia secondo il capitolo n° 66a della Chronologia Johannes de Beke che il paragrafo 7 della Genealogia Ducum Brabantiæ Heredum Franciæ, Margherita era la figlia quartogenita (femmina secondogenita) del quindicesimo (secondo gli Annales Egmundani, fu il tredicesimo) conte d'Olanda, Fiorenzo IV, e di Matilde di Brabante, che, sempre secondo la Genealogia Ducum Brabantiæ Heredum Franciæ era la figlia femmina quartogenita del duca della Bassa Lorena, conte di Lovanio e primo duca di Brabante, Enrico I e di Matilde di Boulogne, che era faglia del conte di Boulogne, Matteo di Lorena, come conferma la Flandria Generosa (Continuatio Bruxellensis), che precisa che era la figlia femmina secondogenita ed era figlia della contessa di Boulogne, Maria, che secondo il cronista e monaco benedettino inglese, Matteo di Parigi, nel suo Matthæi Parisiensis, Monachi Sancti Albani, Chronica Majora, Vol. II era la figlia del re d'Inghilterra, Stefano di Blois e di Matilde di Boulogne.
Fiorenzo IV d'Olanda, secondo il capitolo n° 61 della Chronologia Johannes de Beke, era il figlio maschio primogenito del quattordicesimo (secondo gli Annales Egmundani, fu il dodicesimo) Conte d'Olanda, Guglielmo I e della sua prima moglie, Adelaide di Gheldria (1186 circa - 1218), che secondo le Gesta Episcopum Traiectensium era figlia del conte di Gheldria, Ottone I, che era stato compagno d'arme di Guglielmo I in Terra santa e di Riccarda di Baviera (1173-1231), che, come risulta dalla Genealogia Ottonis II Ducis Bavariæ et Agnetis Ducissæ era la moglie di Ottone I di Gheldria (Otto comes de Gelre) ed era la quarta figlia femmina del duca di Baviera, Ottone I.
Il nonno materno, Enrico I di Brabante era figlio del duca della Bassa Lorena, Goffredo III di Lovanio e di Margherita di Limburgo, figlia di Enrico II, conte d'Arlon e duca di Limburgo e della moglie, Matilde di Saffenberg, erede di Rodi.

## Biografia

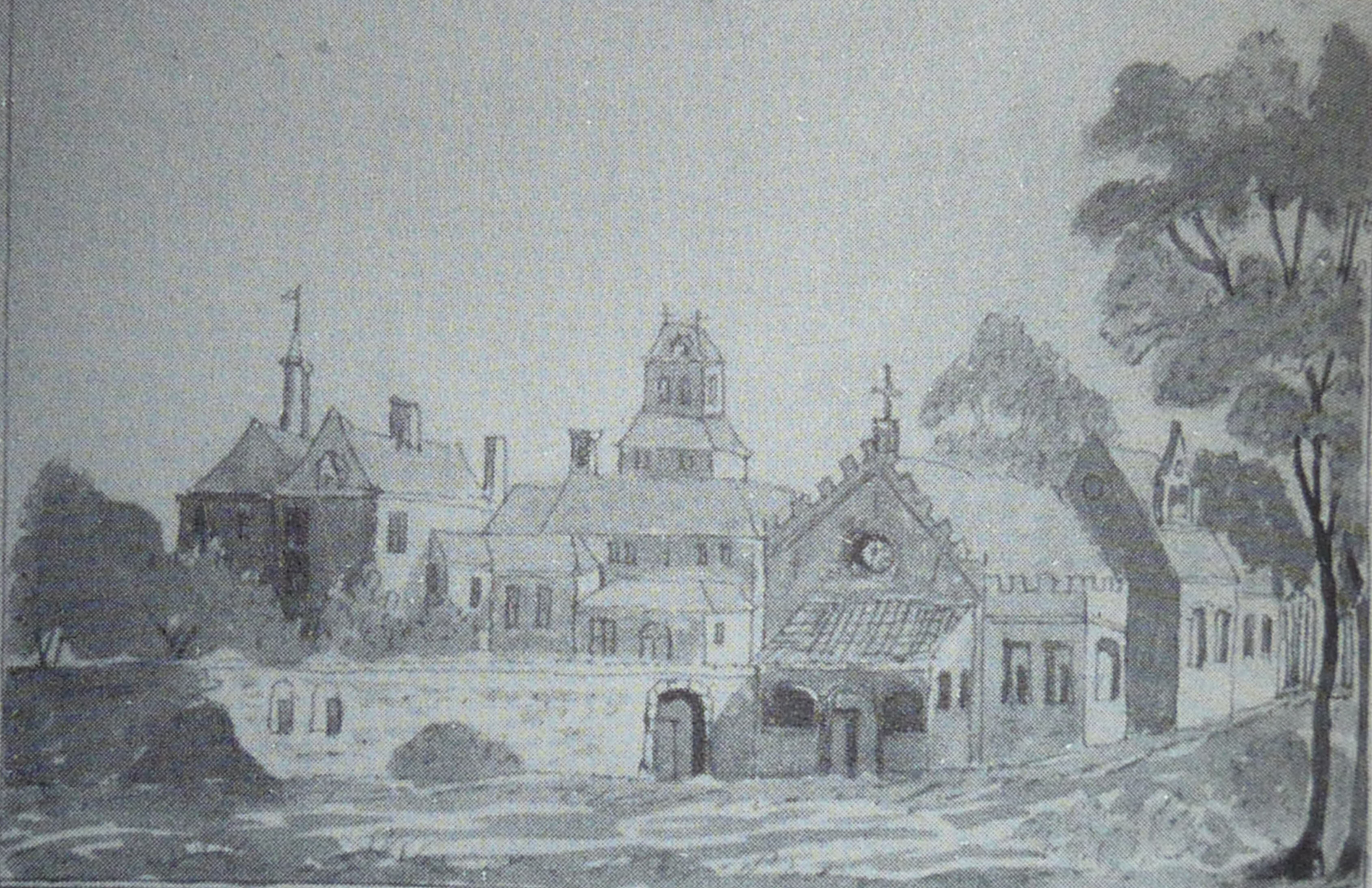
Il castello della famiglia Henneberg a Loosduinen

I suoi genitori furono fidanzati nel 1214, quando suo padre, Fiorenzo, aveva circa quattro anni, mentre sua madre, Matilde, ne aveva circa quattordici ed era già vedova del suo primo marito (secondo la Oude Kronik van Brabant, non consultata, nel 1212, aveva sposato Enrico VI, conte palatino del Reno, morto avvelenato, nel 1214, e, che, secondo il Chronicon Sancti Michaelis Luneburgensis, era figlio del conte palatino del Reno, Enrico I di Brunswick e della prima moglie, Agnese Hohenstaufen, figlia di Corrado Hohenstaufen, fratellastro del re dei Romani e imperatore dei Romani, Federico Barbarossa.
Nel 1233, suo zio, Ottone d'Olanda, secondo il Kronijk van Arent toe Bocop, divenne il trentaseiesimo vescovo di Utrecht.

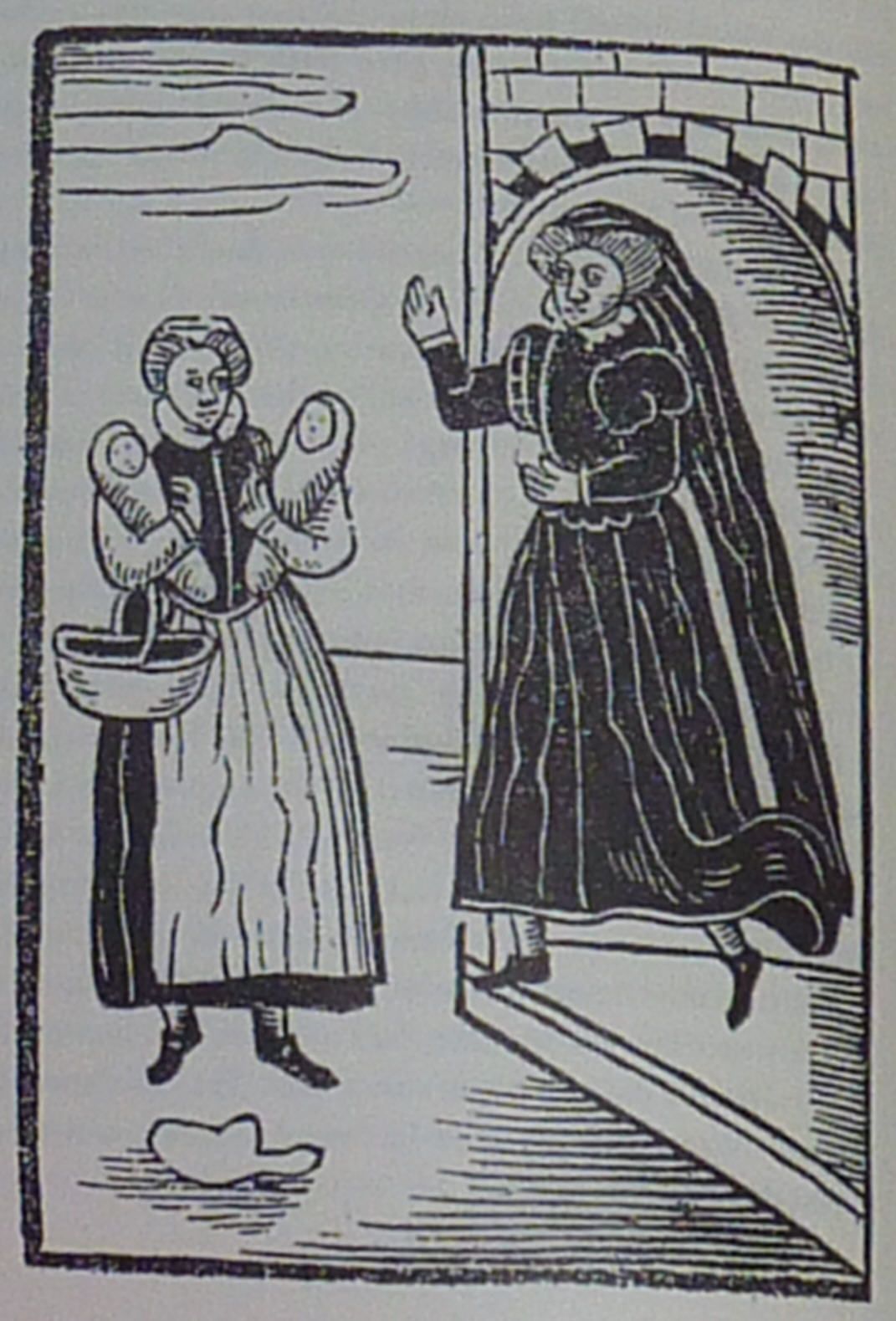
Margherita insulta la madre dei due gemelli

Il 19 luglio 1234, suo padre, Fiorenzo fu ucciso durante un torneo a Corbie in Francia. Secondo il capitolo n° 69b della Chronologia Johannes de Beke, Fiorenzo, durante il torneo, per le galanterie rivolte a Matilde di Dammartin, la moglie del conte di Clermont-en-Beauvaisis, Filippo Hurepel di Clermont (figlio del re di Francia Filippo II Augusto e della sua terza sposa Agnese di Merania e fratellastro di Luigi, futuro Luigi VIII di Francia), ne aveva suscitato un'ira feroce e prontamente gli aveva scatenato contro i suoi armigeri francesi e, mentre Fiorenzo cercava di resistere agli attacchi, il conte di Clermont lo colpì con violenza uccidendolo. Pare che vi fu la reazione degli armigeri germanici e il conte di Kleve, Teodorico V, uccise Filippo, conte di Clermont, vendicando Fiorenzo. Il corpo di Fiorenzo fu trasportato in Olanda e sepolto nell'abbazia di Rijnsburg.
A Fiorenzo, Secondo il capitolo n° 70a della Chronologia Johannes de Beke, succedette il figlio primogenito, Guglielmo, come Guglielmo II, conte d'Olanda, sotto la tutela dello zio Ottone, vescovo di Utrecht, mentre la reggenza veniva esercitata dall'altro zio, Guglielmo d'Olanda, come ci viene anche confermato dal documento n° 566 dell'Oorkondenboek Holland, datato 1235, in cui Guglielmo viene definito tutore dell'Olanda(Wilhelmus tutor Hollandiæ).
Dopo la morte di Guglielmo la reggenza passò ad Ottone.
Margherita la troviamo citata nel documento n° 650, datato settembre 1244, dell'Oorkondenboek Holland, inerente ad una donazione fatta da lei assieme alla madre, Matilde di Brabante e alla sorella, Adelaide, all'Abbazia di Affligem.
Suo fratello Guglielmo, il 3 ottobre 1247, fu eletto re di Germania.
Nel 1249, il fratello Guglielmo la diede in sposa a Ermanno I (1224 circa - Aschach 1290), conte di Henneberg, Coburgo, Schmalkalden, Eisfeld e Hildburghausen, come ci viene confermato dal documento n° 819, datato 12 luglio (quarto nona julii) 1249 (CC° XL° VIIII°), dell'Oorkondenboek Holland, che certifica il contratto di matrimonio, specificando la dote in proprietà e denaro.
Ermanno I di Henneberg era figlio del conte di Henneberg, Poppo VII, e della sua seconda moglie, Jutta o Giuditta di Turingia, che, secondo la Genealogica Wettinensis era la figlia di Ermanno I, Langravio di Turingia e della sua prima moglie, Sofia, nobile austriaca, vedova di un discendente della casata di Wettin; anche sua madre era al suo secondo matrimonio; secondo la Cronica Reinhardsbrunnensis, in prime nozze, Jutta o Giuditta di Turingia aveva sposato il Margravio di Meißen, Teodorico I, a cui aveva dato cinque figli, tra cui Enrico III di Meißen, fratellastro di Ermanno I di Henneberg.
Ermanno I di Henneberg era inoltre nipote del defunto Langravio di Turingia e re di Germania, Enrico Raspe, fratellastro di sua madre Jutta di Turingia:

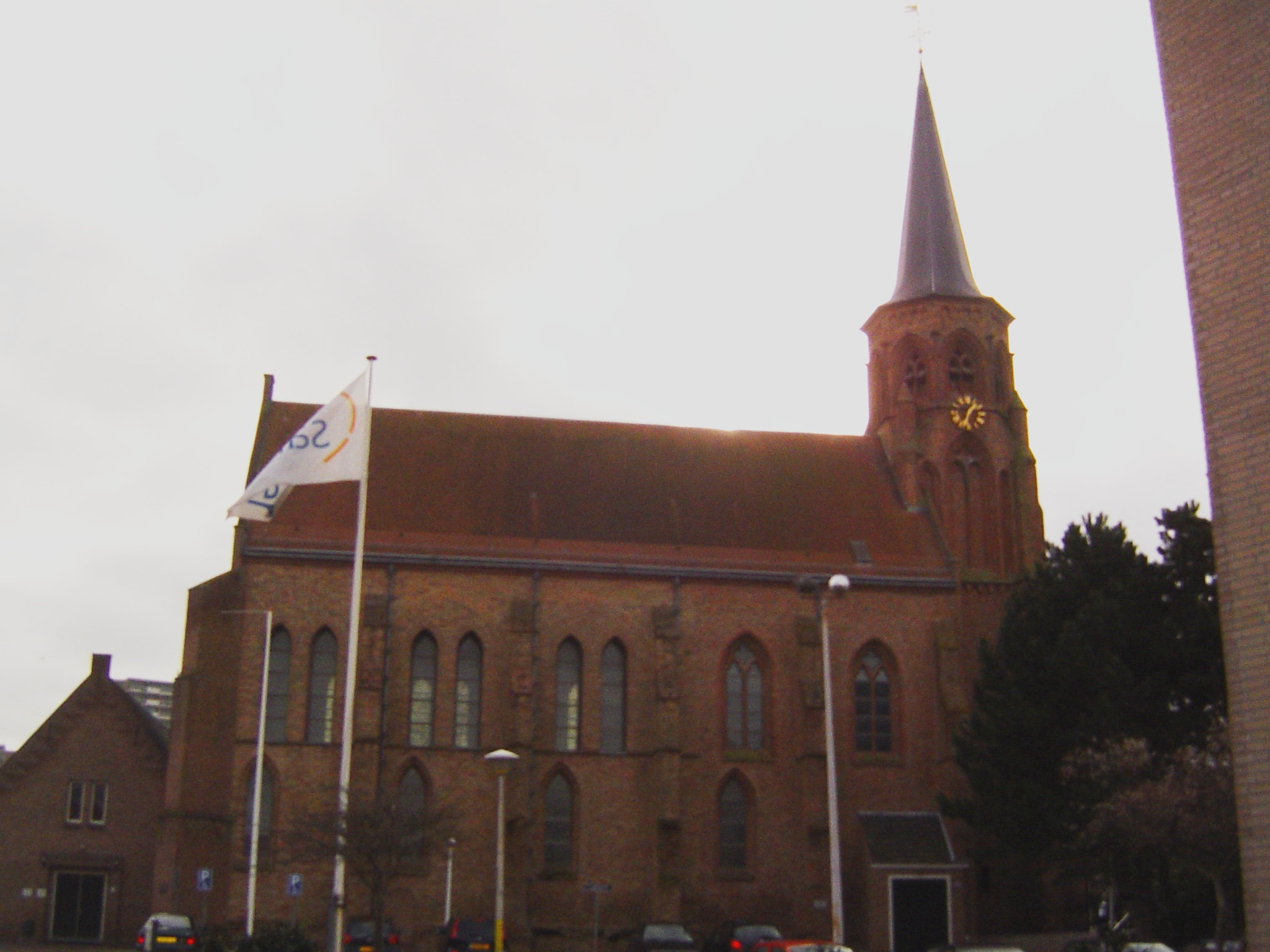
Chiesa di Loosduinen

Dopo la morte del fratello, Guglielmo II (avvenuta per opera di alcuni Frisoni, dopo che era caduto da cavallo), suo fratello, Fiorenzo, dal 1256, esercitò la reggenza, per conto del nipote, Fiorenzo V e, dopo la morte di Fiorenzo, il 26 marzo 1258, nella reggenza della contea per conto del nipote, Fiorenzo V, gli subentrò la sorella, Adelaide, affiancata dalla madre, Matilde.
Margherita viene ancora citata, come testimone, nel documento n° LV del Hessische Landesgeschichte mit einem Urkundenbuch, Band I Katzenelnbogisches Urkundenbuch (Darmstadt), datato 22 Settembre 1270, in cui suo marito Ermanno I diede una garanzia al Conte di Katzenelnbogen (non consultato).

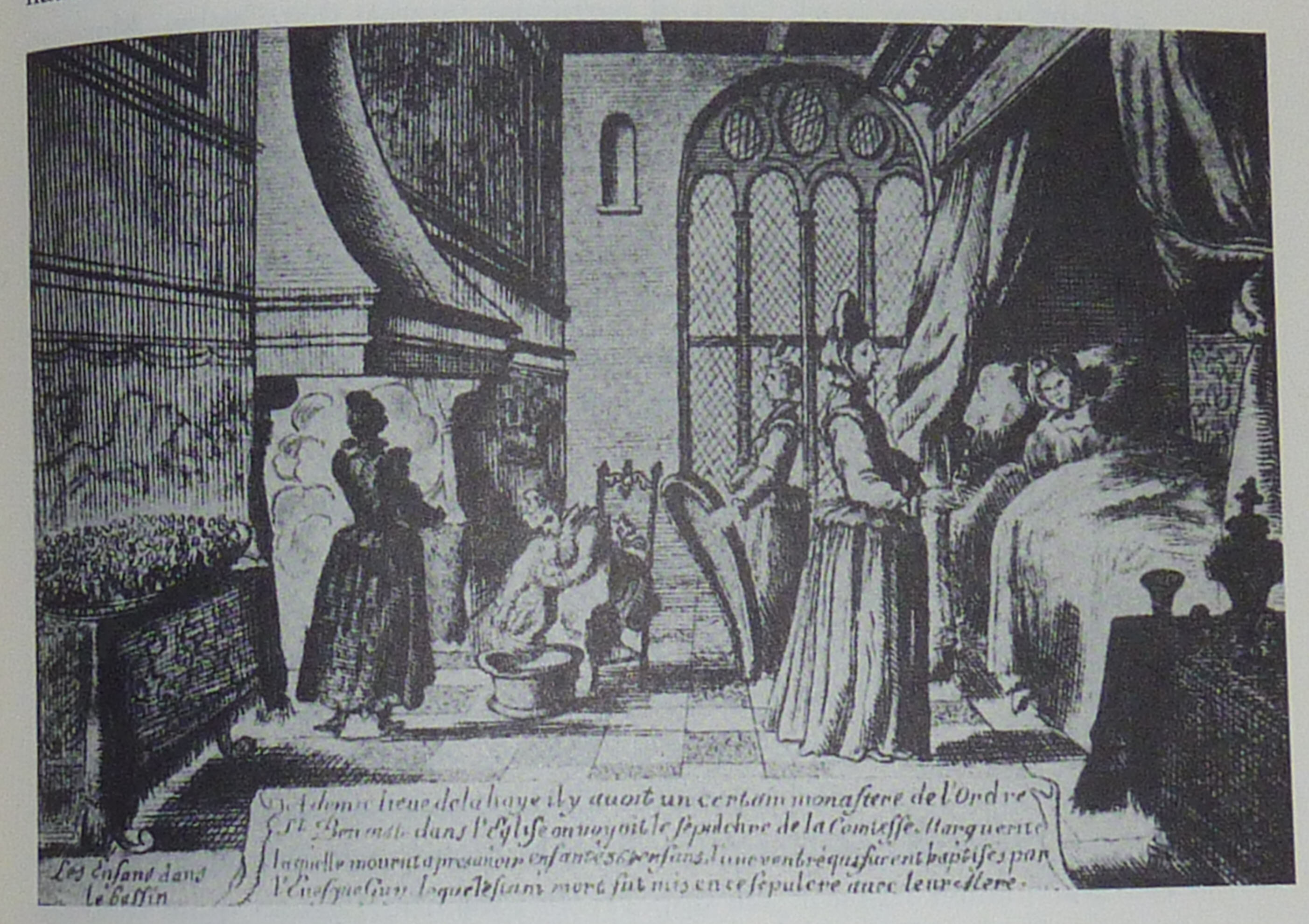
Stampa francese che illustra il parto di Margherita

Margherita morì il giorno del Venerdì santo del 1277, come conferma la Beka's Egmondsch Necrologium, in Oppermann, O. (1933) Fontes Egmundenses a pagina 110, riporta l'anno ed il giorno della sua morte (non consultata).
Infine nel documento n° 1978, datato agosto 1281, dell'Oorkondenboek Holland, scritto dal marito, Ermanno I, Margherita viene citata come madre di Poppo e Jutta, suoi eredi per la contea d'Olanda.

## Figli
Margherita a Ermanno diede tre figli:
- Ermanno ( †  24 ottobre 1250), morto poco dopo la nascita, come conferma la Beka's Egmondsch Necrologium, in Oppermann, O. (1933) Fontes Egmundenses a pagina 110, riporta l'anno ed il giorno della sua morte (non consultata)[25]
- Poppo[26] ( †  4 febbraio 1291),
- Jutta[26] ( †  prima del 13 settembre 1295), che sposò Ottone V di Brandeburgo.

## La leggenda di Margherita di Henneberg
Come viene riportato nell'articolo The Countess Margaret of Henneberg and her 365 Children, tratto dal Journal of the Royal Society of Medicine.vol. 89, del 1996, secondo una oscura leggenda medievale, la contessa Margherita di Henneberg, un importante nobildonna olandese, ha dato alla luce 365 bambini per l'anno 1276 (questo dato viene confermato anche dalla Beka's Egmondsch Necrologium, in Oppermann, O. (1933) Fontes Egmundenses a pagina 110 (non consultata)). L'articolo continua dicendo che l'altezzosa contessa aveva insultato una donna, una povera mendicante che aveva in braccio due gemelli, dal momento che credeva che una coppia di gemelli doveva avere padri diversi, e che la madre era quindi un'adultera.
La leggenda narra che la contessa veniva punita da Dio, e diede alla luce 365 piccoli bambini il Venerdì Santo del 1276. La contessa morì poco dopo, insieme alla sua prole, nel villaggio di Loosduinen vicino a L'Aia.
La contessa e la sua numerosa prole sono stati spesso descritti nelle opere storiche e ostetriche.
A tutt'oggi, nella chiesa di Loosduinen, possono essere visitati una lapide e due vasche, che rappresentano le fonti battesimali in cui i 365 bambini furono battezzati.

## Ascendenza
|                         |                      |                        | Genitori                  |  |  | Nonni |  |  | Bisnonni              |  |  | Trisnonni            |  |
|                         |                      |                        |                           |  |  |       |  |  | Teodorico VI d'Olanda |  |  | Fiorenzo II d'Olanda |  |
|                         |                      |                        |                           |  |  |       |  |  | Teodorico VI d'Olanda |  |  | Fiorenzo II d'Olanda |  |
|                         |                      | Petronilla di Lorena   |                           |  |  |       |  |  | Teodorico VI d'Olanda |  |  |                      |  |
| Guglielmo I d'Olanda    |                      |                        |                           |  |  |       |  |  | Teodorico VI d'Olanda |  |  |                      |  |
|                         |                      | Sofia di Rheineck      | Ottone I di Salm          |  |  |       |  |  |                       |  |  |                      |  |
|                         |                      | Sofia di Rheineck      | Ottone I di Salm          |  |  |       |  |  |                       |  |  |                      |  |
|                         |                      | Sofia di Rheineck      | Gertrude di Northeim      |  |  |       |  |  |                       |  |  |                      |  |
| Fiorenzo IV d'Olanda    |                      | Sofia di Rheineck      |                           |  |  |       |  |  |                       |  |  |                      |  |
|                         |                      | Ottone I di Gheldria   | Enrico I di Gheldria      |  |  |       |  |  |                       |  |  |                      |  |
|                         |                      | Ottone I di Gheldria   | Enrico I di Gheldria      |  |  |       |  |  |                       |  |  |                      |  |
|                         |                      | Ottone I di Gheldria   | Agnese d'Arnstein         |  |  |       |  |  |                       |  |  |                      |  |
| Adelaide di Gheldria    |                      | Ottone I di Gheldria   |                           |  |  |       |  |  |                       |  |  |                      |  |
|                         |                      | Riccarda di Baviera    | Ottone I di Baviera       |  |  |       |  |  |                       |  |  |                      |  |
|                         |                      | Riccarda di Baviera    | Ottone I di Baviera       |  |  |       |  |  |                       |  |  |                      |  |
|                         |                      | Riccarda di Baviera    | Agnese di Loon            |  |  |       |  |  |                       |  |  |                      |  |
| Margherita di Henneberg |                      | Riccarda di Baviera    |                           |  |  |       |  |  |                       |  |  |                      |  |
|                         | Teodorico di Alsazia | Teodorico II di Lorena |                           |  |  |       |  |  |                       |  |  |                      |  |
|                         | Teodorico di Alsazia | Teodorico II di Lorena |                           |  |  |       |  |  |                       |  |  |                      |  |
|                         | Teodorico di Alsazia | Gertrude di Fiandra    |                           |  |  |       |  |  |                       |  |  |                      |  |
| Fiorenzo III d'Olanda   | Teodorico di Alsazia |                        |                           |  |  |       |  |  |                       |  |  |                      |  |
|                         |                      | Sibilla d'Angiò        | Folco V d'Angiò           |  |  |       |  |  |                       |  |  |                      |  |
|                         |                      | Sibilla d'Angiò        | Folco V d'Angiò           |  |  |       |  |  |                       |  |  |                      |  |
|                         |                      | Sibilla d'Angiò        | Eremburga del Maine       |  |  |       |  |  |                       |  |  |                      |  |
| Matilde di Brabante     |                      | Sibilla d'Angiò        |                           |  |  |       |  |  |                       |  |  |                      |  |
|                         |                      | Stefano d'Inghilterra  | Stefano II di Blois       |  |  |       |  |  |                       |  |  |                      |  |
|                         |                      | Stefano d'Inghilterra  | Stefano II di Blois       |  |  |       |  |  |                       |  |  |                      |  |
|                         |                      | Stefano d'Inghilterra  | Adele d'Inghilterra       |  |  |       |  |  |                       |  |  |                      |  |
| Ada di Scozia           |                      | Stefano d'Inghilterra  |                           |  |  |       |  |  |                       |  |  |                      |  |
|                         |                      | Matilde di Boulogne    | Eustachio III di Boulogne |  |  |       |  |  |                       |  |  |                      |  |
|                         |                      | Matilde di Boulogne    | Eustachio III di Boulogne |  |  |       |  |  |                       |  |  |                      |  |
|                         |                      | Matilde di Boulogne    | Maria di Scozia           |  |  |       |  |  |                       |  |  |                      |  |
|                         |                      | Matilde di Boulogne    |                           |  |  |       |  |  |                       |  |  |                      |  |

### Fonti primarie
- (LA)  Matthæi Parisiensis, Monachi Sancti Albani, Chronica Majora (“MP”), Vol. II.
- (LA)  Monumenta Germaniae Historica, Scriptores, tomus XVII.
- (LA)  Monumenta Germaniae Historica, Scriptores, tomus IX.
- (LA)  Monumenta Germaniae Historica, Scriptores, tomus XVI.
- (LA)  Monumenta Germaniae Historica, Scriptores, tomus XXIII.
- (LA)  Monumenta Germaniae Historica, Scriptores, tomus XXV.
- (LA)  Monumenta Germaniae Historica, Scriptores, tomus XXX.
- (LA)  Chronologia Johannes de Bek.
- (LA)  Oorkondenboek Holland.
- (NL)  Codex Diplomaticus Neerlandicus.

### Letteratura storiografica
- (NL) Willem Procurator, Kroniek, Hilversum, Uitgeverij Verloren, 2001, ISBN 9789065506627.
- Austin Lane Poole, La Germania sotto il regno di Federico II, cap. III, vol. V (Il trionfo del papato e lo sviluppo comunale) della Storia del Mondo Medievale, 1999, pp. 94–127.
- Austin Lane Poole, L'interregno in Germania, cap. IV, vol. V (Il trionfo del papato e lo sviluppo comunale) della Storia del Mondo Medievale, 1999, pp. 128–152.